# Erland von Plomgren
Anders Erland Peter von Plomgren, född 19 januari 1822 i Ystad, död 26 juni 1897 på Örby slott i Brännkyrka församling, Stockholms län, var en svensk militär.
von Plomgren blev kadett vid Krigsakademien på Karlberg 1835, utexaminerades därifrån 1843 och blev samma år underlöjtnant vid Livgardet till häst. Han blev 1846 löjtnant, 1853 ryttmästare, 1858 adjutant hos kronprins Karl och var fortsatt adjutant hos denne sedan han 1859 blivit kung. von Plomgren blev major i regementet 1859, sekundmajor vid regementet 1864 och överstelöjtnant i armén 1867. Han blev överste 1872 och var 1872–1885 sekundchef för Livgardet till häst. von Plomgren kvarstod fram till 1895 som överste i armén. Han blev 1863 riddare och 1881 kommendör av första klassen av Svärdsorden, 1860 riddare av Sankt Olavs orden och 1869 kommendör av andra graden av Dannebrogorden. 
Erland von Plomgren var son till generalmajoren friherre Peter von Plomgren och Gustava Berghman. Han var från 1856 gift med friherrinnan Charlotta Liljencrantz. Erland von Plomgren var far till Ida von Plomgren.